# Посетитель музея
«Посетитель музея» — фильм режиссёра Константина Лопушанского. Религиозная драма о мире после экологической катастрофы. В массовке фильма снимались десятки настоящих душевнобольных в роли мутантов.

## Сюжет
Действие происходит в постапокалиптическом мире после глобальной экологической катастрофы. Остатки человечества доживают свой век, безразличные к судьбе планеты, и никак не пытаются остановить катастрофу. Среди людей выделилась каста мутантов — «дебилов», уродливых и глупых, но невинных, как дети.
Главный герой приезжает к морю, которое периодически то разливается, то высыхает. Он хочет посмотреть на древний затонувший город, который окажется на поверхности, когда море снова расступится. Ожидая этого момента, он общается с местными жителями. Он обнаруживает, что «обычные» люди — управляющие гостиницы  утратили остатки духовности и глушат духовный голод развлечениями. Они отговаривают его ходить к заброшенному городу, подбивают остаться с ними, слушать музыку, смотреть телевидение, пировать, танцевать. Домохозяйка соблазняет его, и они занимаются сексом.
В то же время «дебилы» сохранили религию и подобие духовности. Одна из «дебилов», служанка хозяев гостиницы, верит, что Посетитель — спаситель, посланный богом, и умоляет его не уезжать, не отказываться от своего похода. Герой по её приглашению посещает ночное богослужение «дебилов», на котором толпа молит бога забрать их из постапокалиптического мира в рай. Это приводит его к духовному озарению. Обычные люди начинают побаиваться его, считая замаскированным мутантом. Когда море наконец расступается, он приходит в затонувший город, чтобы, рыдая, замолить перед Богом грехи человечества. 
В финале домохозяйка, доселе с презрением относившаяся к религии и мутантам, под влиянием Посетителя тоже испытывает озарение. Посетитель же окончательно впадает в религиозное исступление и может лишь метаться и кричать, взывая к богу.

## В ролях
- Виктор Михайлов — посетитель
- Вера Майорова — управляющая
- Вадим Лобанов — управляющий
- Ирина Ракшина — прислуга
- Александр Расинский
- Иосиф Рыклин
- Юрий Соболев
- Вадим Фирсов
- Нора Грякалова
- Алексей Ингелевич
- Вячеслав Захаров — эпизод
- А. Петров
- Лилиан Малкина
- Вячеслав Васильев — телезритель
- Н. Демков
- Сергей Перевышин
- Алексей Зубарев
- Ю. Шаповалов
- Людмила Богданова — эпизод

## Награды
- Гран-при и Приз за режиссуру МКФ экспериментальных фильмов в Мадриде
- Приз «Серебряный Георгий» и Приз экуменического жюри МКФ в Москве
- Номинация в категории «лучший фантастический фильм» на фестивале Fantasporto (Порто, Португалия)